# Hrabstwo Bexar

Piramida wieku hrabstwa

Hrabstwo Bexar (ang. Bexar County) to hrabstwo w USA, w stanie Teksas. Jego stolicą jest San Antonio. 
Według spisu w 2020 roku hrabstwo przekroczyło liczbę 2 mln mieszkańców. Pod tym względem jest to czwarte hrabstwo w Teksasie i 16. w kraju.  

## Historia
Hrabstwo Bexar zostało utworzone w 1858 i było jednym z 23 oryginalnych hrabstw, z których powstały inne hrabstwa.

## Sąsiednie hrabstwa
- Hrabstwo Kendall (północ)
- Hrabstwo Comal (północny wschód)
- Hrabstwo Guadalupe (wschód)
- Hrabstwo Wilson (południowy wschód)
- Hrabstwo Atascosa (południe)
- Hrabstwo Medina (zachód)
- Hrabstwo Bandera (północny zachód)

## Miasta
- Alamo Heights
- Balcones Heights
- Castle Hills
- Converse
- China Grove
- Elmendorf
- Fair Oaks Ranch
- Grey Forest
- Helotes
- Hill Country Village
- Hollywood Park
- Kirby
- Live Oak
- Leon Valley
- Olmos Park
- San Antonio
- Sandy Oaks
- Shavano Park
- Schertz
- Selma
- Somerset
- St. Hedwig
- Terrell Hills
- Universal City
- Von Ormy
- Windcrest

## CDP
- Cross Mountain
- Macdona
- Scenic Oaks
- Timberwood Park

## Demografia
W 2020 roku, w hrabstwie 84,3% mieszkańców stanowiła ludność biała (27,1% nie licząc Latynosów), 8,6% to byli czarnoskórzy Amerykanie lub Afroamerykanie, 3,3% to byli Azjaci, 2,4% miało rasę mieszaną, 1,2% to rdzenna ludność Ameryki i 0,2% pochodziło z wysp Pacyfiku. Latynosi stanowili 60,7% ludności hrabstwa.

## Religia
W 2020 roku największymi grupami religijnymi w hrabstwie są katolicy (27,6%), następnie różnorodne kościoły protestanckie (z ponad 30 tys. członków: bezdenominacyjni ewangelikalni, baptyści, zielonoświątkowcy i metodyści), mormoni (1,3%), świadkowie Jehowy (1,3%), muzułmanie (0,61%), buddyści (0,36%), żydzi (0,27%), hinduiści (0,18%) i prawosławni (0,14%).